# Pieterlen
Pieterlen (fr. Perles) – gmina (niem. Einwohnergemeinde) w Szwajcarii, w kantonie Berno, w regionie administracyjnym Seeland, w okręgu Biel/Bienne.  

## Demografia
W Pieterlen mieszkją 4 784 osoby. W 2020 roku 30,4% populacji gminy stanowiły osoby urodzone poza Szwajcarią.

## Transport
Przez teren gminy przebiegają autostrada A5 oraz drogi główne nr 5 i nr 252.